# Дуглас, Майкл (скелетонист)
Майкл Дуглас (англ. Michael Douglas, 31 марта 1971, Торонто, Онтарио) — канадский скелетонист, выступающий за сборную Канады с 2003 года. Участник зимних Олимпийских игр в Ванкувере, неоднократный призёр различных этапов Кубков Америки и Европы, обладатель золотой медали Межконтинентального кубка, трёхкратный чемпион национального первенства.

## Биография
Майкл Дуглас родился 31 марта 1971 года в городе Торонто, провинция Онтарио. После окончания школы поступил в Торонтский университет, где начал играть за местную студенческую команду по канадскому футболу, выступая на позиции крайнего защитника. Однако, не добившись серьёзных результатов, уже в следующем году решил перейти в лёгкую атлетику. Впоследствии отзывался об этом решении с сожалением, поскольку три года спустя их футбольная команда одолела всех соперников и завоевала Кубок Ванье. Однажды во время тренировки его заметил канадский скелетонист Паскаль Ришар, к тому времени уже завершивший карьеру профессионального спортсмена, и предложил тридцатилетнему Дугласу попробовать себя в скелетоне.
В 2003 году Майкл Дуглас дебютировал на Кубке Америки, а в 2005-м впервые принял участие в заездах Кубка Европы. Долгое время спортсмену приходилось выступать на второстепенных турнирах, на Кубке мира он дебютировал лишь в 2007 году на январском этапе в Нагано, где финишировал восемнадцатым, тогда как на следующем этапе в итальянской Чезане уже замкнул десятку лучших. Тем не менее, в 2008 году ему не хватило всего двух десятых секунды, чтобы квалифицироваться в основную команду. Вернулся в основной состав в сезоне 2009/10, вместе с титулованными соотечественниками Джеффом Пэйном и Джоном Монтгомери удостоился права защищать честь страны на Олимпийских играх в Ванкувере, где впоследствии показал семнадцатое время. На чемпионате мира 2012 года в Лейк-Плэсиде приехал пятым, что на данный момент является его лучшим результатом на мировых первенствах.
Первый олимпийский заезд провёл весьма успешно, заняв пятое место, но во второй попытке допустил грубые ошибки и скатился до семнадцатого. Несмотря на провал, планировал показать достойное время в оставшихся попытках и, может быть, побороться за бронзовую медаль: «Эта вторая попытка не соответствует моим способностям, я долго готовился к этим соревнованиям, и такой результат меня точно не устраивает. Поэтому завтра мы попробуем вернуть всё на свои места и взойти на подиум». Однако в ходе третьей попытки Дуглас был дисквалифицирован за то, что слишком поздно снял чехлы с коньков своего скелетона, поскольку коньки, дольше находившиеся в чехлах, имеют более высокую температуру и получают на трассе существенное преимущество. Пресс-атташе Международной федерации бобслея и тобоггана прокомментировал сложившуюся ситуацию следующим образом: «Чтобы все спортсмены находились в равных условиях, они должны расчехлять коньки вовремя. Это обычная и всем хорошо известная процедура на каждых соревнованиях по скелетону, и Олимпийские игры не исключение». Заезды завершились сенсационной победой другого канадца, Джона Монтгомери.
Кубковый сезон 2010/11 Дуглас завершил на тринадцатом месте общего зачёта, причём на этапе в швейцарском Санкт-Морице финишировал шестым, обогнав самого Монтгомери. В эти несколько лет прочно закрепился в команде, став в национальной сборной вторым по значимости скелетонистом. По окончании сезона 2011/12 занял в мировом рейтинге скелетонистов двенадцатую позицию, тогда как на чемпионате мира в американском Лейк-Плэсиде приехал одиннадцатым. Ныне Майкл Дуглас живёт и тренируется в Калгари, помимо занятий скелетоном работает рентгенотехником в местном медицинском центре.